# Leonid Pawłow
Leonid Josafowicz Pawłow, ros. Леонид Иосафович Павлов (ur. ?, zm. 2 czerwca lub 2 lipca 1976 r. w USA) – rosyjski wojskowy marynarki wojennej (porucznik), młodszy oficer Rosyjskiego Korpusu Ochronnego podczas II wojny światowej, emigracyjny pisarz i działacz kombatancki
W 1915 r. ukończył korpus morski. Brał udział w I wojnie światowej. Dowodził różnymi transportowcami pływającymi na Morzu Czarnym. Od poł. 1916 r. do maja 1918 r. służył jako oficer w brygadzie minowej Floty Czarnomorskiej. Następnie został oficerem na niszczycielu "Гаджибей", który wraz z kilkoma innymi okrętami przepłynął z Sewastopola do Noworosyjska, aby nie wpaść w ręce Niemców. W dalszym okresie niszczyciel działał w składzie Flotylli Kaspijskiej Floty Czarnomorskiej Białych. 28 marca 1920 r. L. J. Pawłow został awansowany do stopnia porucznika. W poł. listopada tego roku wraz z resztą floty ewakuował się na niszczycielu "Дерзкий" z Krymu do Bizerty. W 1922 r. zamieszkał w Królestwie SHS. Pracował jako robotnik na kolei. Po zajęciu Jugosławii przez wojska niemieckie w kwietniu 1941 r., wstąpił do nowo formowanego Rosyjskiego Korpusu Ochronnego. Po zakończeniu wojny żył w zachodnich Niemczech. W 1948 r. wyjechał do USA. Był działaczem Związku Żołnierzy Rosyjskiego Korpusu. W 1977 r. został pośmiertnie wydany zbiór jego opowiadań pt. "Тебе — Андреевский флаг!"